# Aéroport international Robert L. Bradshaw
 (février 2024).
Si vous disposez d'ouvrages ou d'articles de référence ou si vous connaissez des sites web de qualité traitant du thème abordé ici, merci de compléter l'article en donnant les références utiles à sa vérifiabilité et en les liant à la section « Notes et références ».
L'aéroport international Robert L. Bradshaw (code IATA : SKB • code OACI : TKPK), anciennement Golden Rock Airport, est un aéroport à Saint-Christophe-et-Niévès qui dessert l'île de Saint-Christophe.
Il a été nommé en l'honneur de Robert Bradshaw, Premier ministre entre 1967 et 1978

## Historique
Il a été entièrement rénové en décembre 2006. Le projet de 17 millions de dollars a été financé par des prêts de la Banque nationale et de Taiwan, y compris l'agrandissement de la plate-forme de stationnement pour six avions à large fuselage en même temps, et le resurfaçage complet de la piste de 2439 m (8 002 pi).
Une centrale solaire a été construite en 2013 afin de fournir de l'énergie verte aux installations de l'aéroport.

## Situation
| Niévès Saint-Christophe |

## Compagnies aériennes et destinations
| Compagnies        | Destinations                                                                       |
| ----------------- | ---------------------------------------------------------------------------------- |
| LIAT              | Saint John's-V. C. Bird,Saint-Martin - Princesse-Juliana,Bridgetown-Grantley-Adams |
| British Airways   | Londres-Gatwick                                                                    |
| Air Canada        | en saison :Toronto (Pearson)                                                       |
| Delta Air Lines   | en saison :Atlanta H.-Jackson                                                      |
| American Airlines | Miami en saison :Charlotte-Douglas , New-York- J.F. Kennedy                        |
| United Airlines   | en saison :Newark-Liberty                                                          |